# 谷ヶ原
谷ヶ原（たにがはら）は、神奈川県相模原市緑区の町名。現行行政地名は谷ヶ原一丁目から谷ヶ原二丁目。住居表示実施済区域。

## 地理
緑区の東部に位置している。

### 河川
- 相模川

### 地価
住宅地の地価は、2023年（令和5年）7月1日の公示地価によれば、谷ヶ原2-9-8-2の地点で8万2500円/m2となっている。

## 歴史
かつては、津久井郡城山町の町丁であった。

### 沿革
- 2007年（平成19年）3月11日 - 市町村合併により、相模原市に編入され、相模原市城山町谷ヶ原となった[7]。
- 2010年（平成22年）4月1日 - 相模原市の政令指定都市により、相模原市緑区谷ヶ原となった[8]。

## 世帯数と人口
2020年（令和2年）10月1日現在（国勢調査）の世帯数と人口（総務省調べ）は以下の通りである。
| 丁目         | 世帯数  | 人口  |
| ------------ | ------- | ----- |
| 谷ヶ原一丁目 | 146世帯 | 343人 |
| 谷ヶ原二丁目 | 72世帯  | 200人 |
| 計           | 218世帯 | 543人 |

### 人口の変遷
国勢調査による人口の推移。なお、2005年までは、城山町の情報を掲載している。
| 年                 | 人口 |
| ------------------ | ---- |
| 1995年（平成7年）  | 592  |
| 2000年（平成12年） | 551  |
| 2005年（平成17年） | 530  |
| 2010年（平成22年） | 563  |
| 2015年（平成27年） | 557  |
| 2020年（令和2年）  | 543  |

### 世帯数の変遷
国勢調査による世帯数の推移。なお、2005年までは、城山町の情報を掲載している。
| 年                 | 世帯数 |
| ------------------ | ------ |
| 1995年（平成7年）  | 206    |
| 2000年（平成12年） | 203    |
| 2005年（平成17年） | 197    |
| 2010年（平成22年） | 215    |
| 2015年（平成27年） | 214    |
| 2020年（令和2年）  | 218    |

## 学区
市立小・中学校に通う場合、学区は以下の通りとなる（2023年5月時点）。
| 丁目         | 番・番地等 | 小学校               | 中学校               |
| ------------ | ---------- | -------------------- | -------------------- |
| 谷ヶ原一丁目 | 全域       | 相模原市立広陵小学校 | 相模原市立中沢中学校 |
| 谷ヶ原二丁目 | 全域       | 相模原市立広陵小学校 | 相模原市立中沢中学校 |

## 事業所
2021年（令和3年）現在の経済センサス調査による事業所数と従業員数は以下の通りである。
| 丁目         | 事業所数 | 従業員数 |
| ------------ | -------- | -------- |
| 谷ヶ原一丁目 | 14事業所 | 135人    |
| 谷ヶ原二丁目 | 8事業所  | 145人    |
| 計           | 22事業所 | 280人    |

### 事業者数の変遷
経済センサスによる事業所数の推移。
| 年                 | 事業者数 |
| ------------------ | -------- |
| 2016年（平成28年） | 24       |
| 2021年（令和3年）  | 22       |

### 従業員数の変遷
経済センサスによる従業員数の推移。
| 年                 | 従業員数 |
| ------------------ | -------- |
| 2016年（平成28年） | 180      |
| 2021年（令和3年）  | 280      |

## 交通
- 国道413号
- 神奈川県道508号厚木城山線

## 施設
- 神奈川県谷ケ原浄水場[17]

## その他

### 日本郵便
- 郵便番号 : 252-0113[3]（集配局 : 橋本郵便局[18]）。